# Alexandre Kouprine
Pour les articles homonymes, voir Kouprine.
Œuvres principales
- Olessia (1898)
- Le Duel (1905)
- Le Bracelet de grenats (en) (1911)
- La Fosse aux filles (1915)

Alexandre Ivanovitch Kouprine (en russe : Александр Иванович Куприн, translittéré Aleksandr Ivanovič Kuprin), né le 26 août 1870 (7 septembre dans le calendrier grégorien) à Narovtchat, et mort le 25 août 1938 à Léningrad, est un écrivain russe, aviateur, explorateur et aventurier qui est notamment connu pour son roman Le Duel publié en 1905.
Parmi ses autres œuvres notables, on peut citer Moloch (1896), Olessia (1898), La Fosse aux filles (1915), Le Capitaine Rybnikov (1906) et Le Bracelet de grenats (1911)  (1911).
L'écrivain Vladimir Nabokov le qualifie de « Kipling russe, pour ses histoires pathétiques d'aventuriers déracinés, souvent névrotiques et vulnérables ».

## Ses débuts
Kouprine est le fils d'une princesse tatare de la lignée des Koulountchakovy (ru), Lioubov Alexeïevna Kouprina, dont la famille se ruina, comme beaucoup d'autres membres de la noblesse, au XIXe siècle. « Son père, Ivan Ivanovich Kouprine, un « fonctionnaire de province » sans notoriété, meurt du choléra en 1871 à l'âge de 37 ans. »
Kouprine entre au pensionnat Razoumovsky en 1876 et parfait son éducation par dix ans d'études dans les écoles militaires de Moscou. Sa première nouvelle, Le Dernier Début, est publiée en 1889 dans un journal satirique. En février 1902, Kouprine épouse Maria Karlovna Davydova, fille adoptive de Karl Davidov; leur fille Lidia naît en 1903. Le couple divorce par la suite.

## Carrière littéraire
Kouprine quitte l'armée en 1894, puis s'essaye à de nombreux métiers ou occupations, dont le journalisme local, les soins dentaires, l'arpentage, la scène, le cirque, le chant d'église, la médecine, la chasse, ou la pêche. L'écrivain s'inspire de son expérience et ne recherche pas l'innovation dans sa création, contrairement à ses contemporains. Ses premiers écrits sont publiés à Kiev en deux volumes. Ses premières nouvelles, dont beaucoup traitent des chevaux et autres animaux, reflètent son amour de la vie dans toutes ses manifestations. 

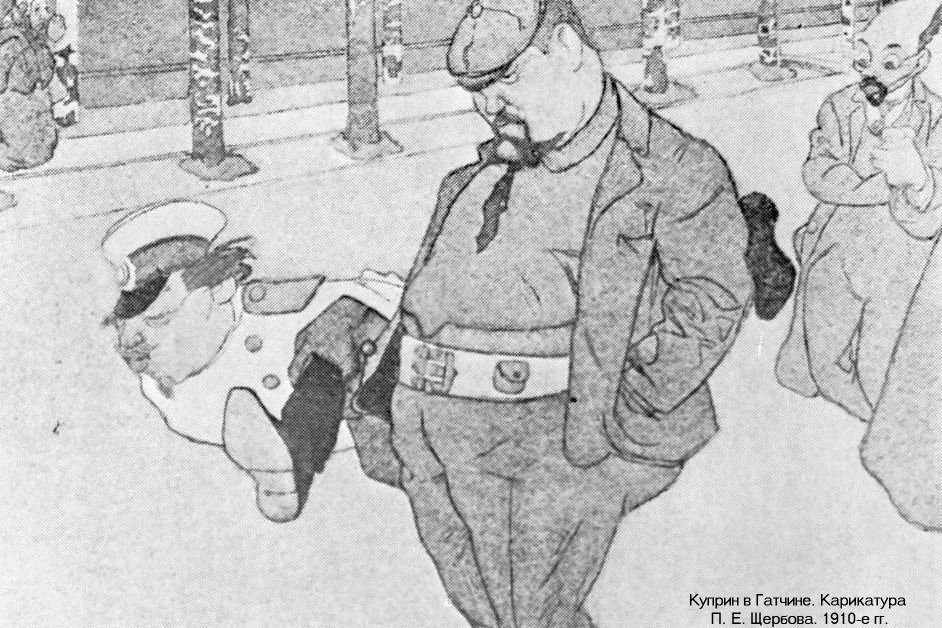
Kouprine à Gatchina (BD des années 1910)

C'est vers 1896 que sa nouvelle Moloch le fait réellement connaître. Il aborde aussi la littérature d'enfance et de jeunesse en 1904 avec la nouvelle Le Caniche blanc (Белый пудель), mais c'est le roman Le Duel (1905) qui lui apporte le renom dans les milieux littéraires. Apprécié par Anton Tchekhov, Maxime Gorki, Leonid Andreïev, Ivan Bounine et Léon Tolstoï, ceux-ci le considèrent comme le véritable successeur de Tchekhov. La critique a même tenté de faire remonter à Tchekhov de nombreux éléments de son œuvre, et à travers Tchekhov, à Maupassant. On l'a même qualifié de Maupassant russe. Pour l'historien italien  Ettore Lo Gatto c'est à tort, mais Kouprine a il est vrai, en commun avec Maupassant, l'art de construire un conte bref autour d'une intrique bien agencée et accompagnée d'une analyse précise des sentiments. Il est possible de relever dans son œuvre des reflets de Flaubert, de Kipling, de Jack London, mais on ne peut parler d'influence proprement dite. Kouprine a son monde intérieur bien à lui
Après Le Duel, il délaisse peu à peu la littérature pour les cafés et les maisons closes. Son roman à sensation rapportant de manière crue la vie des prostituées, La Fosse aux filles (1915), est accusé de naturalisme excessif par les critiques russes.
Kouprine ne vise point à faire de la littérature un instrument de lutte sociale et politique comme l'a fait Gorki. Il n'était pas pour autant indifférent. Bien que n'étant pas conservateur lui-même, il redoute le bolchévisme, et, quoique travaillant quelque temps avec Maxime Gorki pour la maison d'édition Littératures du Monde, il critique le nouveau régime soviétique. À l’été 1919, il doit quitter la région de Petrograd pour la France. Il vit principalement à Paris les 17 années suivantes, sombrant dans l’alcoolisme, thème récurrent dans son œuvre. Ses livres sont pourtant traduits en français, paraissent dans la Collection blanche de Gallimard et trouvent un certain succès. Ils ajoutent peu de chose à sa renommée et il demeure réaliste, surtout dans son roman presque autobiographique Junkera.
Kouprine revient en URSS pour mourir au printemps 1938 à Léningrad, d'un cancer de l'œsophage. Sa tombe se trouve au cimetière Volkovo à Saint-Pétersbourg.
Alexandre Kouprine est le père de l'actrice française Kissa Kouprine.

## Critique
L'écrivain Sergueï Dovlatov considérait comme indécent d'avoir Tolstoï ou Dostoïevski comme idoles. Kouprine était pour lui « la bonne pointure ». « Kouperine était avant tout un conteur et c'est ce que Dovlatov prisait dans ses récits: raconter des histoires, tenir le lecteur en haleine ».

## Œuvres
- Poslednii debiut (1889), nouvelle (littéralement : Les derniers débuts)
- Psikheia (1892), nouvelle (littéralement : Psychée)
- Lunnoi noch'iu (1893), nouvelle Publié en français sous le titre À la clarté de la lune, Sofia, A. Paskalev, 1910 (BNF 30693839)
- V pot'makh (1893), court roman Publié en français sous le titre Clair-obscur, traduit par Nadia Gouëry, Paris, Éditions des Syrtes, 2000  (ISBN 2-84545-011-7)
- Doznanie (1894), nouvelle (littéralement : L'enquête)
- Молох (1896), court roman (littéralement : Moloch)
- Miniatures (1897), recueil de nouvelles
- Olessia, (1898), nouvelle Publié en français sous le titre Oléssia, la jeune sorcière, traduit par Marc Semenoff, Paris, Éditions du Sagittaire, coll. « Les Cahiers nouveaux » no 6, 1925 (BNF 32321954) ; réédition bibliophilique sous le titre Olessia, avec illustrations d'Émile-Henry Tilmans, Saint-Vaast-la-Hougue, L'Amitié par le livre, 1951 (BNF 32321955) Publié en français sous le titre Olessia, traduit par Henri Mongault, Paris, Plon, coll. « Bibliothèque reliée Plon » no 136, 1933 (BNF 32321953) ; réédition sous le titre Olessia (et autres nouvelles), Coeuvres-et-Valsery, éditions Ressouvenances, 2009  (ISBN 2-84505-074-7) ; réédition sous le titre La Sorcière Olessia, Paris, Éditions Sillage, 2020  (ISBN 978-2-38141-001-2) et Olessia, Paris, Ginkgo, 2020  (ISBN 978-2-84679-460-2)
- V tsyrke (1902), nouvelle Publié en français sous le titre Au cirque, traduit par Henri Mongault dans le volume Olessia (et autres nouvelles), Coeuvres-et-Valsery, éditions Ressouvenances, 2009  (ISBN 2-84505-074-7)
- Konnyye vory (1903), nouvelle Publié en français sous le titre Les Voleurs de chevaux, dans Les Œuvres libres no 63, Paris, Arthème Fayard et Cie, 1926 (BNF 32339681)
- Белый пудель (1904), nouvelle Publié en français sous le titre Le Caniche blanc (et autres contes pour adolescents), traduit par Henri Mongault, Paris, Bossard, 1924 (BNF 30693838) ; réédition, Paris, Gallimard, coll. « Blanche », 1934
- Poedinok (1905), roman Publié en français sous le titre Une petite garnison russe, traduit par Serge Nidvine et Paul Yalb, Paris, F. Juven, 1905 (BNF 30693841) Publié en français sous le titre Le Duel, traduit par Henri Mongault, Paris, Bossard, 1922 (BNF 30693840) ; réédition, Paris, Gallimard, coll. « Blanche », 1934 ; réédition, Monaco/Paris, Le Serpent à Plumes, coll. « Motifs » no 248, 2006  (ISBN 2-268-05771-2) ; réédition, Paris, Éditions Sillage, 2018  (ISBN 979-10-91896-84-9)
- Reka Zhizni (1906), nouvelle (littéralement : Rivière de la vie)
- Shtabs-Kapitan Rybnikov (1906), nouvelle Publié en français sous le titre Le Capitaine Rybnikov, précédé de Le Mal de mer, traduit par Henri Mongault, Paris, Stock, coll. « Les Contemporains » no 36, 1923 (BNF 32321950)
- Iama (1905-1915), roman Publié en français sous le titre La Fosse aux filles, traduit par Henri Mongault et Louis Desormonts, Paris, Bossard, 1923 (BNF 35514411) ; réédition, Paris, A. et G. Mornay, 1926 (BNF 40235962) ; réédition, Paris, Gallimard, coll. « Blanche », 1934 ; réédition, Paris, Gallimard, coll. « Du monde entier », 1964 ; réédition, Paris, éditions des Syrtes, 2002  (ISBN 2-84545-069-9)
- Гамбринус (1907), nouvelle Publié en français sous le titre Gambrinus, dans le volume Gambrinus ; Le Bracelet de grenats ; Le Soleil liquide, et autres récits, Coeuvres-et-Valsery, éditions Ressouvenances, 2009  (ISBN 978-2-84505-082-2)
- Émeraude (1907), nouvelle Publié en français sous le titre Émeraude, dans le volume Quand les chevaux parlent aux hommes, Paris/Monaco, Éditions du Rocher, coll. « Cheval chevaux », 2003  (ISBN 2-268-04587-0)
- Листригоны (1907-1911) Publié en français sous le titre Les Lestrygons (et autres récits), traduit par Henri Mongault, Paris, A. et G. Mornay, 1924 (BNF 32321947) ; réédition, Coeuvres-et-Valsery, éditions Ressouvenances, 2009  (ISBN 2-84505-075-5)
- Суламифь (1908), roman Publié en français sous le titre Sulamite, traduit par Marc Semenoff et S. Mandel, Paris, éditions du Monde nouveau, coll. « La Geste d'Éros », 1922 (BNF 30693843) ; réédition, Coeuvres-et-Valsery, éditions Ressouvenances, 2009  (ISBN 978-2-84505-079-2)
- Granatovyi braslet (1911), nouvelle Publié en français sous le titre Le Bracelet de grenats, traduit par Henri Mongault, Paris, Bossard, 1922 ; réédition, Paris, Gallimard, coll. « Blanche », 1934 ; réédition, Coeuvres-et-Valsery, éditions Ressouvenances, 2009  (ISBN 978-2-84505-082-2) ; réédition, Paris, Sillage, 2014  (ISBN 979-10-91896-20-7)
- Чёрная молния (1912), court roman
- Le Soleil liquide (1913) Publié en français sous le titre Le Soleil liquide, dans le volume Gambrinus ; Le Bracelet de grenats ; Le Soleil liquide, et autres récits, Coeuvres-et-Valsery, éditions Ressouvenances, 2009  (ISBN 978-2-84505-082-2) Publié en français sous le titre Le Soleil liquide, dans le volume Le Soleil liquide et autres récits fantastiques, traduit par Viktoriya et Patrice Lajoye, Montélimar, Les Moutons électriques, coll. « Rayon vert », 2013  (ISBN 978-2-36183-124-0)
- Les Braves Buyards, Paris, la Renaissance, 1928 (BNF 32321944)
- Koleso vremeni (1929) (littéralement : La roue du temps)
- Юнкера (1933), roman autobiographique Publié en français sous le titre Jounkera [Les Junkers], Paris, la Renaissance, 1933 (BNF 32321949)
- La Noce et autres récits, traduit par Michel Niqueux, édition bilingue, Paris, Éditions Librairie du globe, 1996  (ISBN 2-85536-038-2)
- Récits de vie dans la Russie tsariste : de 1900 à 1917 (réunit 12 récits), traduits par Françoise Wintersdorff-Faivre, Paris, L'Harmattan, coll. « Espaces littéraires », 2011  (ISBN 978-2-296563421)
- Monstres insatiables, traduit par Françoise Wintersdorff-Faivre, Paris, L'Harmattan, coll. « Littérature classique, textes et commentaires », 2013  (ISBN 978-2-343-00966-7)
- Souvenirs de Yalta (anthologie de textes de Kouprine, Tchekhov, Tolstoï et Garine-Mikhaïlovski), traduits par Françoise Wintersdorff-Faivre, Paris, L'Harmattan, coll. « Littérature classique, textes et commentaires », 2016  (ISBN 978-2-343-08377-3)
- Bonheur de chien et de chat, vie de bouc et autres bêtes, traduit par Françoise Wintersdorff-Faivre, Paris, L'Harmattan, 2017  (ISBN 978-2-343-13828-2)

## Adaptations cinématographiques
- 1936 : Les Sœurs de Gion (祇園の姉妹|Gion no kyodai), film japonais réalisé par Kenji Mizoguchi, adaptation du roman La Fosse aux filles
- 1955 : Le Caniche blanc (Белый пудель), film soviétique réalisé par Vladimir Chredel et Marianna Rochal, adaptation de la nouvelle éponyme
- 1956 : La Sorcière, film franco-suédois réalisé par André Michel, adaptation de la nouvelle Oléssia, la jeune sorcière
- 1957 : Le Duel (Poyedinok), film soviétique réalisé par Vladimir Petrov, adaptation du roman éponyme
- 1965 : Le Bracelet de grenats (Гранатовый браслет - Granatovyy braslet)[11], film soviétique réalisé par Abram Room, adaptation de la nouvelle éponyme
- 1971 : Olessia (Олеся), film soviétique réalisé par Boris Ivtchenko adaptation de la nouvelle Olessia, la jeune sorcière
- 1983 : Chourotchka (Шурочка), film soviétique réalisé par Iossif Kheifitz, adaptation du roman Le Duel
- 1985 : Lioubimets poubliki, film soviétique réalisé par Alexandre Zgouridi et Nana Kldiachvili
- 1990 : Yama, film russo-suédois réalisé par Svetlana Ilinskaïa, adaptation du roman La Fosse aux filles
- 1990 : Gambrinus, film russe réalisé par Dmitri Meskhiev, adaptation de la nouvelle éponyme
- 2005 : Meliouzga, film russe réalisé par Vladimir Morozov (en)

## Sources
- Ettore Lo Gatto (trad. Storia della letteratura russa ; trad. M. et A.-M. Cabrini), Histoire de la littérature russe, Desclée de Brouwer, 1965, 925 p., p. 552-557